# Leptosia alcesta
Leptosia alcesta är en fjärilsart som först beskrevs av Stoll 1781.  Leptosia alcesta ingår i släktet Leptosia och familjen vitfjärilar. Inga underarter finns listade i Catalogue of Life.

## Bildgalleri

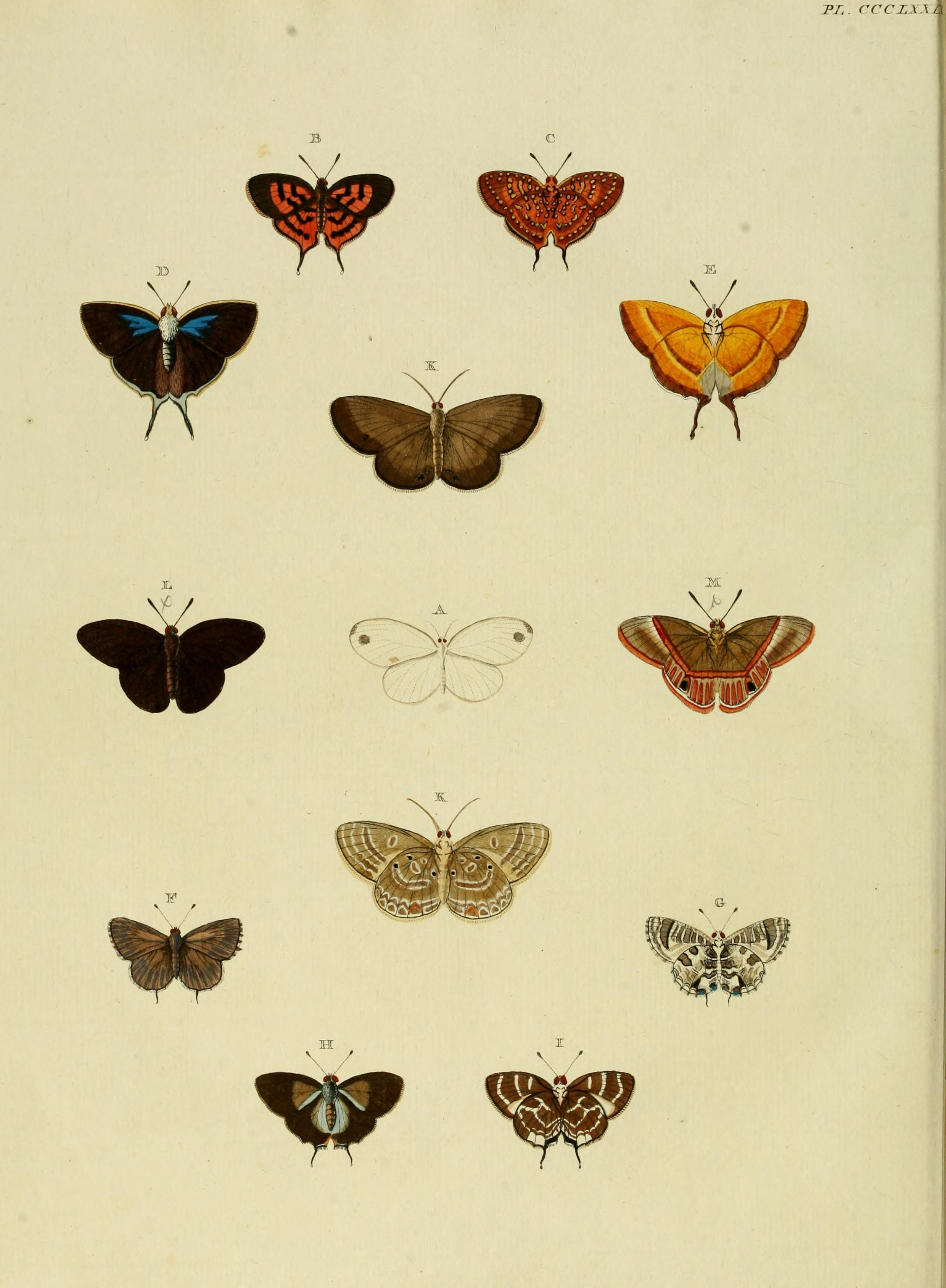